# マグナム望遠鏡
マグナム望遠鏡（マグナムぼうえんきょう）とは、東京大学COE初期宇宙研究センター（現:ビッグバン宇宙国際研究センター）のチームが、アメリカ合衆国ハワイ州ハレアカラの山頂に設置していた口径2メートルの望遠鏡。

## 概要
マグナム (MAGNUM) とはMulticolor Active Galactic Nuclei Monitoringの略称であり、その名称の通り、活動銀河核（クェーサー）の多波長モニター観測の為に建設された。具体的には、近赤外～遠赤外領域、さらには可視光線領域、近紫外線領域の波長帯を用いて、ダイナミックに活動する銀河の内コア部分に相当する領域を専門的に観測する装置である。例えば、2つの銀河が衝突することによって生じるコアの爆発や誕生まもない銀河の中心領域における超新星爆発、巨大ブラックホールによって生じていると思われるジェット流を観測することによって銀河の謎を解明することを目的に建設された。

## 沿革
- 1995年4月 - COE「初期宇宙の探求」採択に伴い、モニター観測装置準備が始まる。
- 1996年4月 - 観測装置設置拠点をハレアカラ山頂とする。
- 1998年4月 - ハワイ大学学長とビッグバン宇宙国際研究センター長の間で、山頂利用契約書調印
- 1999年4月 - 山頂にて建設開始
- 2000年12月 - ファーストライト
- 2001年1月 - 試験観測開始
- 2002年4月 - 本格運用開始

2015年現在、マグナム望遠鏡はハレアカラ山頂から撤去されている。望遠鏡は、広島大学宇宙科学センターが天体偏光サーベイへの再利用を計画している。マグナム望遠鏡が設置されていたサイトには、パンスターズ計画の2番目の望遠鏡が設置される。

## 本体性能
| 名称         | データ               |
| ------------ | -------------------- |
| 主鏡口径     | 202cm                |
| 主鏡 f比     | 1.75                 |
| 合成 f比     | 9                    |
| 光学系       | リッチークレチアン式 |
| 視野         | 33.3秒角             |
| 架台形式     | 経緯台               |
| 駆動方式     | フリクションドライブ |
| 絶対指向精度 | 2秒角                |
| 追尾精度     | 0.3秒角 5分角以内    |
| 結像性能     | 80％ 0.6秒角         |
| 焦点         | ペントカセグレイン式 |

## 特徴
モニター観測を目的としていたため、自動観測化が行われていた。望遠鏡ドームの近くに設置した観測室では、気象観測等を行うことで、望遠鏡の観測を行う判断を自動的におこなえる仕組みとなっていた。また、異常な現象を捉えた時には、観測データをインターネットを活用してメール等で転送ができる仕組みになっていたため、観測者はいつでもどこでも観測結果を知ることができた。

## その他
マグナム望遠鏡は、高地に設置されることを目的として自動化を目指したものである。ただし、他の光学望遠鏡と同じく、メンテナンスを行う際にはハレアカラへ上ることがあった。メンテナンスは、東京大学のスタッフによって行っていた。山頂には鏡面関連の設備を置いていないため、鏡面洗浄や鏡面蒸着などは、予備の鏡がありこれと交換することで行った。なお、定期メンテナンスと非定期メンテナンスがあり、適時補修作業や点検作業を行うために、現地スタッフの協力を仰ぐこともあった。